# Chanel No.5 (Camila Cabello)
Chanel No.5 è un brano musicale della cantante statunitense Camila Cabello, seconda traccia del quarto album in studio C,XOXO. Il brano è stato scritto dalla stessa cantante in collaborazione con El Guincho, Nayvadius Wilburn, Joshua Luellen, Dashawn Moore e Harris Schoudel.